# Поселяне
Поселяне — в Российской империи термин Свода законов, означавший часть крестьянского сословия, ранее так именовали Чёрный люд.
Поселянами назывались: колонисты, царане Бессарабской губернии, греки и армяне, проживающие («водворённые») в Мариупольском уезде и Ростовском округе и так называемые «государственные поселяне» в Закавказье.
В разговорном языке, литературе и даже некоторых официальных бумагах, поселянами назывались вообще сельские жители:
в такую бедность придут, что сами однодворцами застать могут, и знатная фамилия вместо славы поселяне будут как уже много тех экземпелеров есть в Российском народе
Закон, однако, обычно называл поселянами лично свободных людей, перемещённых в какую-либо местность («водворённых») в рамках государственного плана. Известными представителями этой группы были:
- обязанные поселяне. Екатерина II после приобретения области между Бугом и Днестром в 1792 году раздала свободные земли помещикам, разрешив заселить их через вывод людей из-за границы, а также российскими подданными. Все переселенцы манифестом 1796 года были утверждены за помещиками в качестве крепостных. Закрепощение свободных людей привело к бунту, и в 1804 году часть населения была объявлена «обязанными поселянами», которые хотя и должны были работать на помещика, но не могли быть проданы или заложены, и подчинялись мирскому суду[2].
- военные поселяне — солдаты и крестьяне, водворённые на казённых землях в рамках аракчеевской программы создания военных поселений
- воинские поселяне — до конца XVIII века обозначение казаков и жителей войсковых городов, переселённых на новые территории